# Horologium supercluster
De Horologium Supercluster is een supercluster in het sterrenbeeld Slingeruurwerk die bestaat uit de superclusters SCL 48 en 49. De supercluster ligt even buiten het Pisces-Cetus Supercluster Complex achter de Columba supercluster.